# IC 2053
IC 2053 — галактика типу NF (в процесі підтвердження) у сузір'ї Золота Риба.
Цей об'єкт міститься в оригінальній редакції індексного каталогу.